# Бернадетт
«Бернадетт» («Bernadette») — французький кінофільм 2023 року, знятий режисером Леа Доменаш, з Катрін Денев у головній ролі.

## Сюжет
Прибувши до Єлисейського палацу, Бернадетт Ширак (Катрін Денев) очікує, що нарешті отримає те місце, на яке заслуговує, адже вона завжди працювала в тіні свого чоловіка, щоб зробити його президентом. Відкинута вбік як занадто старомодна, Бернадетт вирішує помститися, ставши великою медійною фігурою.

## У ролях
- Катрін Денев: Бернадетт Ширак
- Дені Подалідес: Бернар Ніке
- Мішель Вільєрмос: Жак Ширак
- Сара Жиродо: Клод Ширак
- Лоран Штокер: Ніколя Саркозі
- Франсуа Вінчентеллі: Домінік де Вільпен
- Ліонель Абеланскі: Івон Моліньє, шофер
- Тьєррі Суффір: Деніс, генеральний радник міста Коррез
- Артус: Девід Дуйє
- Скалі Дельпейрат: Джекі-П'єр
- Барбара Шульц: Аврора
- Венсан Прімо: Ксав'є Бертран
- Олів'є Балазук: Ален Жюппе
- Мод Вайлер: Лоранс Ширак
- Джекі Нерсесян: Пер Муре
- Олів'є Брейтман: Карл Лагерфельд
- Патрік Пару: метр Грундманн
- Алоїс Меню: виноторговець на ринку
- Лоранс Олтускі: журналіст
- Стефан Буше: лікар з Валь-де-Грас

## Знімальна група
- Режисер — Леа Доменаш
- Сценаристи — Леа Доменаш, Клеманс Даргент, Сандрін Бургуан
- Оператор — Елін Кіршфінк
- Композитор — Анн-Софі Верснайен
- Художник — Жан-Марк Тран Тан Ба
- Продюсери — Фабріс Голдштейн, Антуан Рейн